# 鸡鸣山民居苑
鸡鸣山民居苑又称龙游民居苑，位于浙江省衢州市龙游县龙游镇南郊鸡鸣山，占地6.6万平方米。从1991年起，鸡鸣山民居苑将龙游地区部分缺乏就地保护条件的明、清古建筑集中迁建。除位于原址的鸡鸣塔外，现有迁入古建筑“高岗起凤”、“翊秀亭”、“巫氏厅”、“汪氏民居”、“邵氏小厅”、“灵山花厅”等六座。1997年8月29日列入浙江省文物保护单位，2013年5月列入第七批全国重点文物保护单位。现为4A级旅游景区。

## 建筑分布
- 高岗起凤

建于清代，二进三开间，重檐歇山顶门楼。
- 翊秀亭

建于明万历年间，青石仿木构。
- 巫氏厅

建于清初，迁建的部分为原建筑第三进主体。“巫氏厅”是龙游乡贤、著名书画家余绍宋写字作画的场所，这座建筑的价值在于它梁斗共体的结构，具有独特的防震功能，国内罕见。
- 汪氏民居

又名德重堂，建于清乾隆年间，二进三开间，前厅后楼。
- 灵山花厅

建于晚清，迁建的是原建筑第三进主体。
- 鸡鸣塔

建于明代，七级，平面六边形，砖石仿木结构楼阁式塔。